# 张毓秀
张毓秀，山西大同人，清朝政治人物。
贡生出身。顺治六年，接替高咸临任福建永安县知县。